# Trzebieszów (gemeente)
De gemeente Trzebieszów is een landgemeente in het Poolse woiwodschap Lublin, in powiat Łukowski.
De zetel van de gemeente is in Trzebieszów.
Op 30 juni 2004 telde de gemeente 7606 inwoners.

## Oppervlakte gegevens
In 2002 bedroeg de totale oppervlakte van gemeente Trzebieszów 140,45 km², waarvan:
- agrarisch gebied: 80%
- bossen: 14%

De gemeente beslaat 10,07% van de totale oppervlakte van de powiat.

## Demografie
Stand op 30 juni 2004:
| Omschrijving                   | Totaal | Totaal | Vrouwen | Vrouwen | Mannen | Mannen |
| ------------------------------ | ------ | ------ | ------- | ------- | ------ | ------ |
| eenheid                        | aantal | %      | aantal  | %       | aantal | %      |
| inwoners                       | 7606   | 100    | 3727    | 49      | 3879   | 51     |
| bevolkingsdichtheid (inw./km²) | 54,2   | 54,2   | 26,5    | 26,5    | 27,6   | 27,6   |

In 2002 bedroeg het gemiddelde inkomen per inwoner 1451,73 zł.

## Administratieve plaatsen (sołectwo)
Borki, Celiny, Dębowica, Dębowierzchy, Dworszczyzna, Gołowierzchy, Hanoneja, Jakusze, Karwów, Kolonia Gołowierzchy, Kolonia Kurów, Koniec, Kurów, Leszczanka, Mikłusy, Mikłusy-Kolonia, Nalesie, Nart, Nogawica, Nurzyna, Obelniki, Opłotki, Płudy, Pod Strugą, Podkarwów, Podostrów, Podtrzebieszów, Popławy, Przycz, Rąbież, Rogale, Ryndy, Salamony, Sierakówka, Sokół, Szaniawy-Matysy, Szaniawy-Poniaty, Szczepanki, Świercze, Trzebieszów, Trzebieszów Drugi, Trzebieszów Pierwszy, Trzebieszów-Kolonia, Wierzejki, Wierzejki-Kolonia, Wilcza, Wólka Konopna, Wylany, Wylany-Kolonia, Zabiałcze-Kolonia, Zadróżki, Zagóra, Zakieszcze, Zamoście, Zaolszynie, Zapłocie, Zastawie, Zaulaski, Zawólcze, Zembry.

## Aangrenzende gemeenten
Kąkolewnica Wschodnia, Łuków, Międzyrzec Podlaski, Zbuczyn